# Arnaud De Lie
Arnaud de Lie (ur. 16 marca 2002) – belgijski kolarz szosowy.

## Osiągnięcia
Opracowano na podstawie:

2019
- 1. miejsce w mistrzostwach Belgii juniorów (start wspólny)

2020
- 3. miejsce w mistrzostwach Europy juniorów (start wspólny)
- 1. miejsce w La Philippe Gilbert juniors
  - 1. miejsce w klasyfikacji górskiej
  - 1. miejsce na 1. etapie

2021
- 1. miejsce w klasyfikacji punktowej Tour Alsace
  - 1. miejsce na 2. i 5. etapie
- 1. miejsce w Okolo jižních Čech
  - 1. miejsce w klasyfikacji młodzieżowej
  - 1. miejsce w klasyfikacji punktowej
  - 1. miejsce na 2. etapie
- 1. miejsce na 2. etapie Circuit des Ardennes

2022
- 1. miejsce w Trofeo Playa de Palma
- 1. miejsce w Grote Prijs Jean-Pierre Monseré
- 3. miejsce w Nokere Koerse
- 1. miejsce w Volta Limburg Classic
- 3. miejsce w Veenendaal-Veenendaal Classic
- 1. miejsce w Grote Prijs Marcel Kint
- 1. miejsce w Heistse Pijl
- 1. miejsce w Ronde van Limburg
- 1. miejsce na 3. etapie Tour de Wallonie
- 1. miejsce w Schaal Sels
- 1. miejsce w Egmont Cycling Race
- 2. miejsce w Omloop van het Houtland

2023
- 1. miejsce w Gran Premio Valencia
- 1. miejsce w klasyfikacji punktowej Étoile de Bessèges
  - 1. miejsce na 1. i 3. etapie
- 2. miejsce w Clásica de Almería
- 2. miejsce w Omloop Het Nieuwsblad
- 1. miejsce w Grand Prix du Morbihan
- 2. miejsce w Tro Bro Leon

## Rankingi
| Rok             | 2021 | 2022 | 2023 | 2024 |
| --------------- | ---- | ---- | ---- | ---- |
| World Ranking   | 718. | 6.   | 14.  | 15.  |
| UCI Europe Tour | 563. | 6.   | 15.  | 12.  |
|                 |      |      |      |      |
| Źródło: UCI     |      |      |      |      |